# 독일-멕시코 관계
독일-멕시코 관계 문서는 독일과 멕시코의 외교 관계에 대해서 말한다.

## 역사
독일과 멕시코는 1803년 멕시코에 도착해 일 년간 멕시코 지형을 조사하고, 문화와 역사를 공부한 알렉산더 폰 훔볼트의 탐험을 통해 첫 접촉이 이루어졌다. 멕시코와 독일 사이의 외교 관계는 독일 통일 이후 1879년 1월 23일에 시작되었다.
제1차 세계 대전 (1914-1918) 동안 멕시코는 중립 유지했다. 멕시코는 제1차 세계대전이 일어나는 시기에 혁명이 이루어졌다. 독일은 멕시코에게 함께 일본을 동맹에 끌어들여 미국을 공격하자는 전보를 보냈다. 멕시코는 결국 전보를 거절하고 중립을 유지했다.
1942년 5월 22일 멕시코는 제2차 세계 대전 중에 독일에 전쟁을 선언했다. 독일 U-보트가 멕시코 만에서 두 멕시코 유조선을 파괴한 후 멕시코 대통령 마누엘 아빌라 카마초는 전쟁을 결정했다. 두 나라 사이의 외교 관계는 1952년 4월 16일에 다시 설립되었다.

## 현재
오늘날 독일-멕시코 관계는 강력해지고 있다. 두 나라는 서로 외교적으로 지원했는데, 각각의 서로 다른 나라로 양국의 대통령 간에 여러 국가 방문도 있었다. 1997년 멕시코는 유럽 연합 (독일 포함)과 자유 무역 협정을 체결했다. 독일은 자동차 산업에서 멕시코에 많은 투자를 했다.
독일은 멕시코시티에 대사관을 두고 있으며, 멕시코는 베를린에 대사관을, 프랑크푸르트에 영사관(consulate-genera)을 두고 있다.
멕시코와 독일은 국제적 발전 협력을 강화했는데, 그 대표적인 예로 AMEXCID 가 주선한멕시코-독일 양국 회담을 들 수 있다. 이 회담에서는 우수한 양국 협력 수준을 강조하였고, 양국 기술 협력을 이어나가기 위해 열렸다.(회담의 주제는 주로 재생 가능한 에너지. 에너지 효율, 보호 지역 관리, 생물학적 다양성의 보호, 도시와 산업 환경 관리에 관한 것이었다.) 이 회담을 통해 멕시코와 독일은 협력을 강화하고, 기술과 재정적인 협력에 혁신을 이어가고 있다.